# Kačací štít
Der Kačací štít  (seltener Kačí štít; deutsch Ententalspitze, polnisch Kaczy Szczyt, ungarisch Kacsa-völgyi-csúcs) ist ein 2401 m n.m. Gipfel im in östlich-westlicher Richtung verlaufenden Hauptkamm der Hohen Tatra zwischen dem Batizovský štít (Botzdorfer Spitze) im Osten und dem Popradský Ľadový štít (Eisseespitze) im Westen. Der Berg fällt nach Süden in das Tal Batizovská dolina (Botzdorfer Tal) ab und nach Norden in die Kačacia dolina (Entental) hin zum Bergsee Zelené pleso Kačacie (Ententaler Grüner See). Der Ostgrat der Bergs ist durch die Scharte Nižné Kačacie sedlo (Ententalscharte) vom Westgrat des Batizovský štít getrennt.

## Aufstieg
Der Kačací štít ist relativ wenig besucht. Der Aufstieg ist nur über Kletterrouten möglich. Zum Einstieg an die Nordseite kommt man vom Popradské pleso (Poppersee) über das Tal Zlomiská zum Sattel Východná Železná brána (Östliche Eisernes Tor) oder von Lysá Poľana aus durch das Tal Bielovodská dolina (Almengrund). Zum Einstieg an der Südseite vom Popradské pleso über dem Bergsee Batizovské pleso (Botzdorfer See), oder von Vyšné Hágy aus. Eine schöne leichtere Gratwanderung führt vom Popradský Ľadový štít ausgehend den Kamm über den Kačací štít und Batizovský štít bis zur Scharte Východné Batizovské sedlo (Östliche Botzdorfer Scharte).

## Name
Nach einer Legende legt eine Ente jedes Jahr zur Sommersonnenwende im Entental ein großes goldenes Ei. Besucher des Tals beobachteten oft Herden von ziehenden Wildenten.

## Historische Besteigungen
- 1904 Erste Besteigung durch Janusz Chmielowski und Klemens Bachleda